# ارامنه در امپراتوری بیزانس
ارامنه مهم‌ترین اقلیت قومی در امپراتوری بیزانس در دوره‌های مختلف بودند. از نظر تاریخی، این امر به این دلیل بود که بخشی از ارمنستان تاریخی، در غرب فرات، بخشی از این امپراتوری بود. پس از تقسیم ارمنستان بین امپراتوری روم و امپراتوری ساسانی در سال ۳۸۷، بخشی از ارمنستان بزرگ به امپراتوری ملحق شد. در این زمان و بعد از آن، مهاجرت‌های قابل توجهی از ارامنه به آناتولی بیزانس، قسطنطنیه و بخش اروپایی امپراتوری صورت گرفت.
ارمنیان جایگاه برجسته‌ای در طبقه حاکم بیزانس داشتند، و تعدادی از امپراتورها گمان می‌رود از میان آنها برخاسته باشند: هراکلیوس اول (حک. 610–641)، فیلیپیکوس (حک. 711–713)، آرتاباسدوس (حک. 742–743)، لئو ارمنی (حک. 813–820)، باسیل اول مقدونی (حک. 867–886) و سلسله‌ای که او تأسیس کرد، رومانوس اول لکاپنوس (حک. 920–944) و جان تزیمیسکس (حک. 969–976). بر اساس محاسبات الکساندر کژدان، ارمنیان ۱۰ تا ۱۵ درصد از اشراف حاکم را در قرون ۱۱ تا ۱۲ میلادی تشکیل می‌دادند. با در نظر گرفتن افراد و خانواده‌هایی که اصالت ارمنی آنها کاملاً قطعی نیست، این نسبت بسیار بالاتر می‌رود. از آنجا که ارمنستان شورای چهارم کلسدون (۴۵۱) را به رسمیت نشناخت، روابط بین بیزانس و ارمنستان تحت تأثیر تلاش کلیسای رسمی بیزانس برای تبدیل کلیسای ارمنی به ارامنه کلدونین قرار گرفت. . بسیاری از ارامنه نقش مهمی در جهان یونانی-رومی و در بیزانس ایفا کردند.

## تبارشناسی ارامنه بیزانس

### امپراتورها

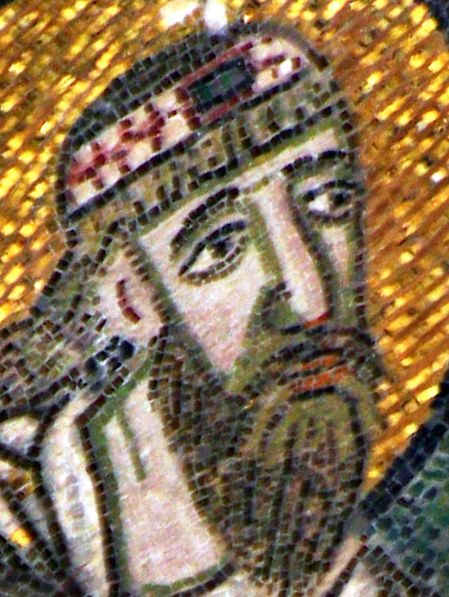
امپراتور لئو ششم. قطعه ای از موزاییک ایاصوفیه

منابع نسبتاً گسترده‌ای به تلاش برای اثبات اصالت ارمنی امپراتوران مختلف بیزانس اختصاص یافته است. به گفته مورخ ارمنی لئو، این «غرور ملی ارمنیان را جلب می‌کرد». اولین امپراتور بیزانسی که در مورد ارمنی بودن او افسانه ای وجود دارد موریس (حک. 582–602)است. به گفته آسوغیک، تعدادی از مورخان ارمنی قرن ۱۰–۱۳ اطلاعاتی در مورد اصالت ارمنی او از اوشاکان ارائه می‌دهند. در همان محل، ستونی وجود دارد که بنا به افسانه محلی به افتخار مادر امپراتور برپا شده است. تجزیه و تحلیل این افسانه‌ها توسط N. Adontz انجام شد که از تشخیص صحت آنها حمایت کرد. با این وجود، اکثر محققان مدرن دیدگاه اواگریوس اسکولاستیکوس را می‌پذیرند، که ادعا می‌کند موریس "از نظر تبار و نام، اصالتاً از روم باستان بود و از نظر اجداد نزدیکش، زادگاهش شهر آراوین در کاپادوکیه بوده است. به گفته نویسندگان فرهنگ لغت بیزانس آکسفورد، این سؤال همچنان بی‌پاسخ مانده است.